# 沙姆紹德峰
45°17′17″N 05°47′24″E / 45.28806°N 5.79000°E

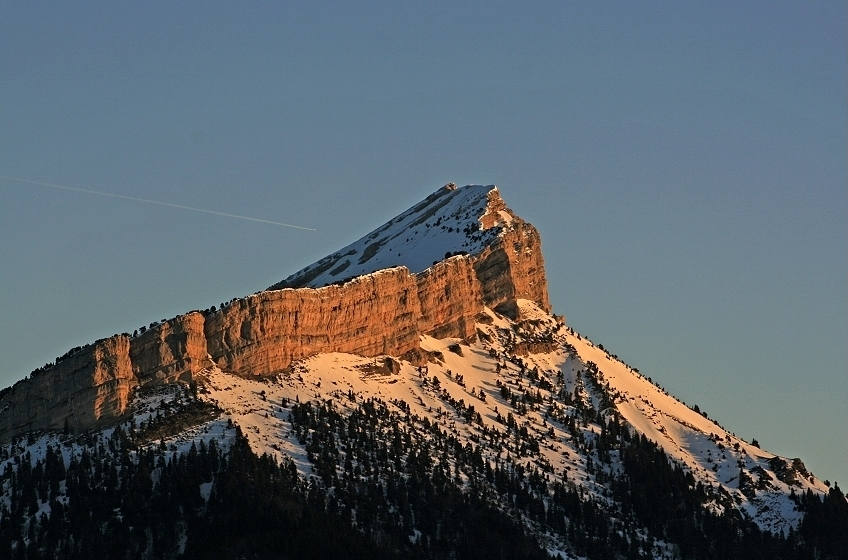

沙姆紹德峰（法語：Chamechaude，法語發音：[ʃamʃod]）是法國奧弗涅-羅納-阿爾卑斯大區伊澤爾省的山峰，位於該國東部，屬於沙特勒斯山脉的一部分，海拔高度2,082米。